# Station Cheshunt
Cheshunt is een spoorwegstation van National Rail in Cheshunt, Broxbourne in Engeland. Het station is eigendom van Network Rail en wordt beheerd door Greater Anglia. Het station is geopend in 1846.